# Peter Perez Burdett

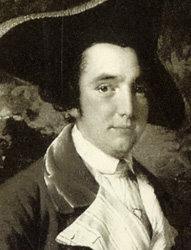
Peter Perez Burdett im Jahre 1765 nach einem Bild von Joseph Wright of Derby

Peter Perez Burdett (* um 1734 in Eastwood in der Grafschaft Essex; † 9. September 1793 in Karlsruhe), auch Peter Pever Burdett genannt, war ein englischer Kartograph, Geodät, Zeichner, Radierer, Kupferstecher, Ingenieur und Unternehmer, der in England und Süddeutschland gewirkt hat. Vielseitig interessiert und mit einem recht lebendigen Geist versehen, ist er auf den verschiedensten Feldern zu Hause gewesen. So hat er sich neben seiner kartographischen Arbeit unter anderem mit Druckgrafik, städtebaulichen Maßnahmen, Flussregulierungen und dem Bau von Schiffen und Mühlen befasst. Sehr viel experimentierte er mit dem von dem französischen Maler Jean Baptiste Le Prince (1734–1781) gerade erfundenen Aquatinta-Verfahren und brachte schließlich die ersten englischen Drucke in dieser Technik heraus. — Peter Perez Burdett war Freimaurer und Mitglied der hochangesehenen Lunar Society in Birmingham, eine Vereinigung kulturell und wissenschaftlich interessierter Menschen, unter denen u. a. solche Koryphäen wie der schottische Erfinder James Watt (1736–1819) und der englisch-amerikanische Philosoph und Chemiker Joseph Priestley (1733–1804) gewesen sind.

## Lebensgeschichte

### In England
Über die Herkunft von Peter Perez Burdett gibt es nur spärliche Angaben: Sein Großvater mütterlicherseits, von dem er den Namen Perez haben soll, war Geistlicher in Eastwood und seine Eltern hießen William und Elizabeth Burdett. Welche Ausbildung Peter Perez gehabt hat, ist nicht bekannt, bei seinen unterschiedlichen Tätigkeiten ist aber zu vermuten, dass er sich in manchem autodidaktisch ausgebildet hat.

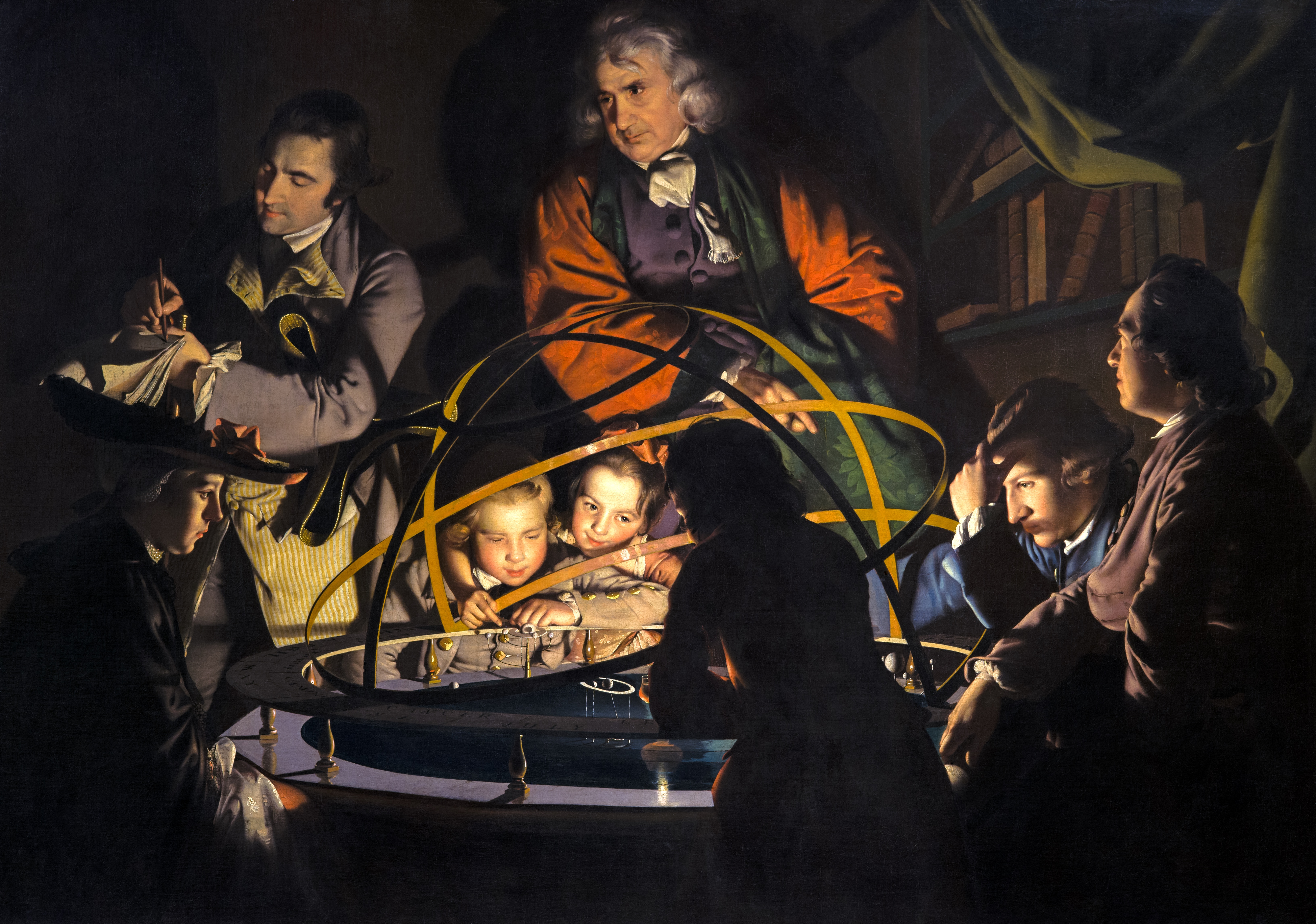
The Orrery (Das Planetarium) von Joseph Wright of Derby um 1766: Links Peter Perez Burdett und neben ihm in der Mitte Washington Shirley

Um das Jahr 1760 herum wird von seinem Wirken zum ersten Mal etwas sichtbar, als er im Dienst von Washington Shirley (1722–1778), dem 5. Earl Ferrers, stand und auf dessen Landsitz in der Nähe von Derby wohnte. Der Earl (Graf) interessierte sich sehr für Naturwissenschaften, besaß ein eigenes Planetarium und hat mit Burdett zusammen viele Untersuchungen durchgeführt. So beobachteten die beiden Männer zum Beispiel den Venusdurchgang vor der Sonne im Jahre 1761, worüber Washington Shirley dann mit Burdetts Hilfe eine Abhandlung schreiben konnte, die ihm schon bald die Mitgliedschaft in der Royal Society in London eingebracht hat. (Einige Jahre später wurde von dem englischen Maler Joseph Wright of Derby [1734–1797], ein sehr guter Freund von Burdett, das Bild The Orrery [Das Planetarium] gemalt, auf dem die beiden Männer [zusammen mit sechs weiteren Personen] abgebildet sind. Der Earl steht oder sitzt in einer etwas gebieterischen Haltung vor einem Tischplanetarium und blickt nach rechts zu Burdett hinüber, der sich gerade auf einem Blatt Papier Notizen macht, einige Worte aufschreibt, die ihm von Washington Shirley vielleicht zugerufen worden sind. Das Bild gibt trefflich wieder — ungeachtet seiner sonstigen Bedeutung — wie eine Szene mit den beiden Männern während ihrer damaligen Zusammenarbeit ausgesehen haben kann.)

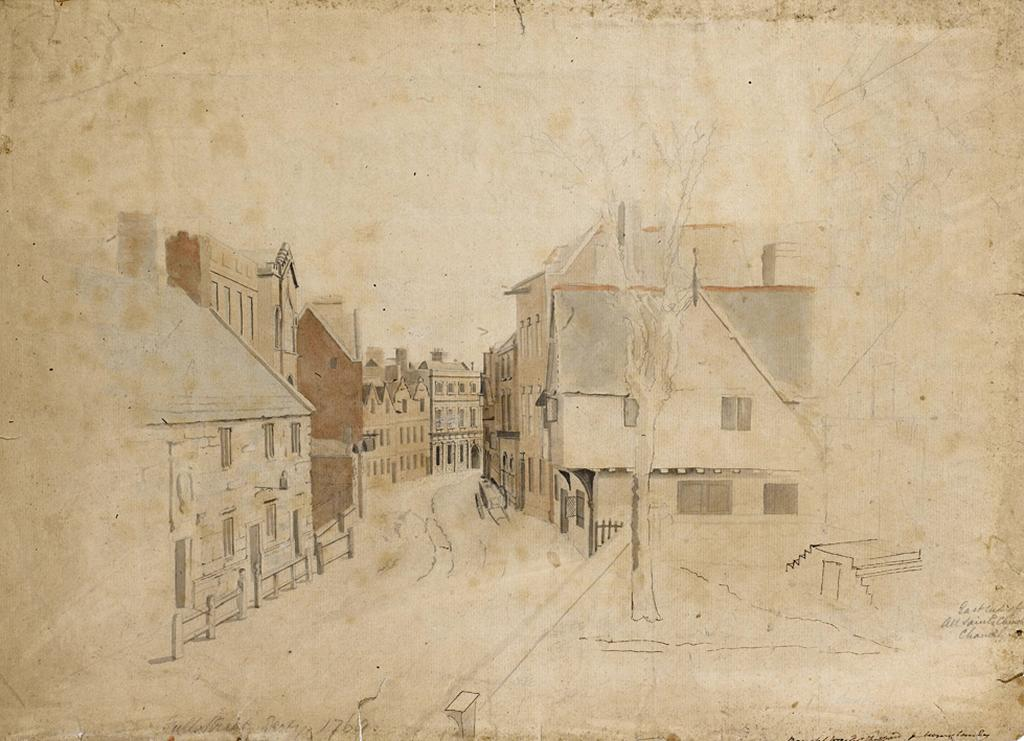
Die Full Street in Derby: Zeichnung von Peter Perez Burdett aus dem Jahre 1769

Im Jahre 1764 verließ Peter Perez Burdett den Landsitz des Earls und ließ sich zusammen mit seiner Frau Hannah in Derby nieder, wo er ein Haus in der Full Street bezog, das ein weiterer Freund von ihm, der Architekt Joseph Pickford (1734–1782), für ihn gebaut hatte. Von Joseph Wright of Derby, der ganz in der Nähe wohnte, ist das Ehepaar Burdett 1765 auf einem großen Ölgemälde verewigt worden. — Peter Perez Burdett arbeitete zu der Zeit an großen Kartenwerken und wird für Geländeaufnahmen viel unterwegs gewesen sein. 1767 war eine topographische Karte von Derbyshire fertiggestellt und in den nächsten Jahren folgte eine weitere von Cheshire und noch andere Arbeiten wie zum Beispiel ein Stadtplan von Chester.

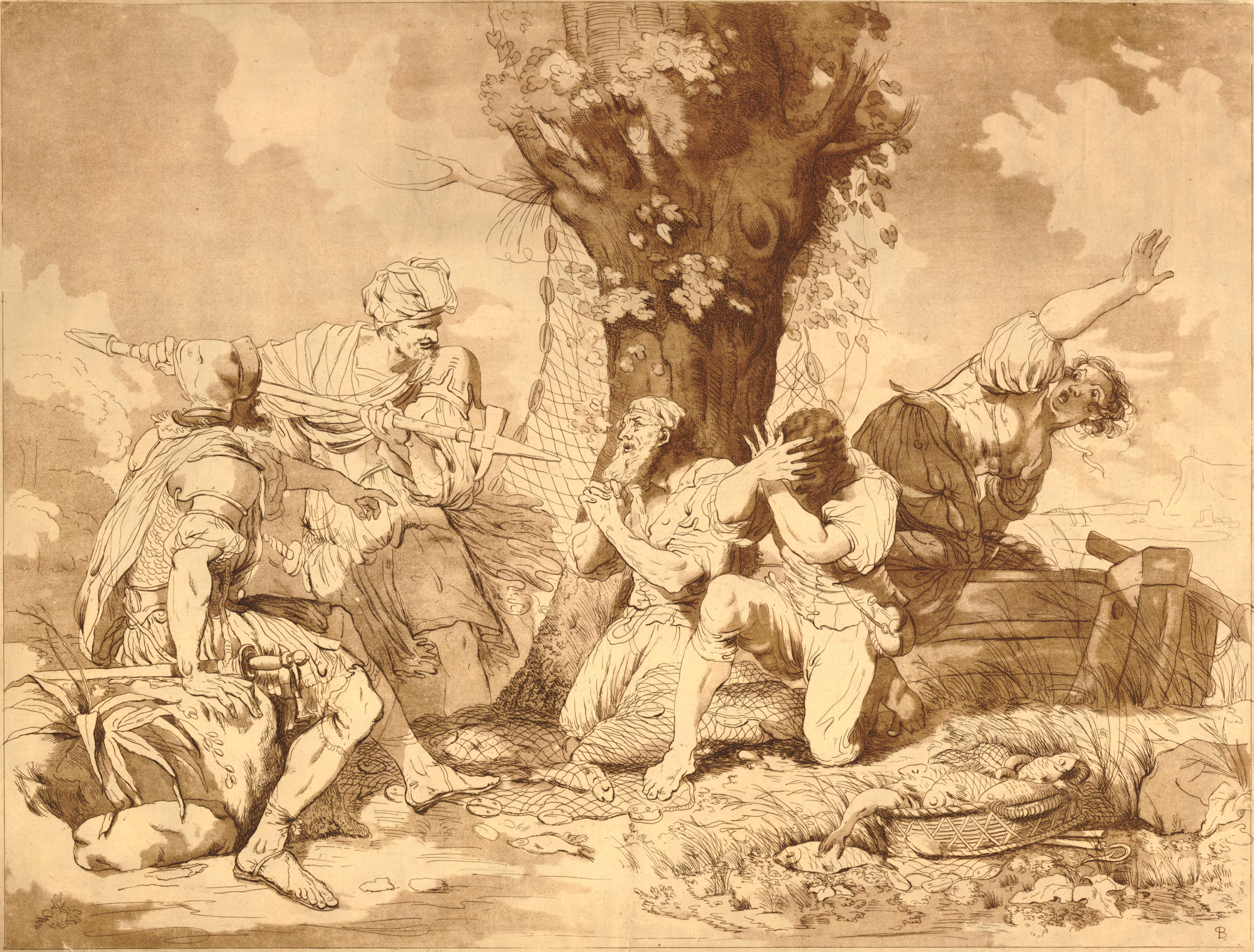
Banditti robbing Fishermen: Aquatinta von Peter Perez Burdett aus dem Jahre 1771 nach einem Bild von John Hamilton Mortimer

Im Jahre 1769 ging Peter Perez Burdett nach Liverpool, um dort die städtische Wasserversorgung zu planen. Von 1770 an stellte er einige Blätter in seinem Aquatinta-Verfahren her. Darunter war u. a. ein Stich (Vuë de l’Aqueduc du Duc de Bridgewater), der nach einer Zeichnung des französischen Philosophen Jean-Jacques Rousseau (1712–1778) geschaffen worden war. (Der Philosoph hatte sich von 1766 bis 1767 als Emigrant in England aufgehalten und in Staffordshire an der Grenze zu Derbyshire gewohnt und Kontakte zu der Lunar Society in Birmingham gepflegt.) Von 1770 bis 1773 stellte Peter Perez Burdett einige seiner Druckwerke in der Royal Society of Arts in London aus. Eine weitere wichtige Arbeit in dieser Zeit war für ihn, ein Verfahren zu erfinden, mit dem sich Gravuren auf Keramik übertragen ließen. Darüber hat er von November 1771 bis März 1773 mit dem Unternehmer Josiah Wedgwood korrespondiert, ohne zu einem Ergebnis zu kommen, das eine brauchbare Produktion ermöglicht hätte. Auch an Friedrich den Großen hat Peter Perez Burdett sich in dieser Angelegenheit in einem Brief vom 21. Februar 1773 aus Liverpool gewandt und vergeblich sein Verfahren für die Berliner Porzellan-Manufaktur angeboten.
Ende 1774 verließ Peter Perez Burdett England und hat es wahrscheinlich nie wieder betreten. Er war tief verschuldet zu dieser Zeit und soll diesen Schritt unternommen haben, um dem Druck seiner Gläubiger zu entgehen. Das kann schon so gewesen sein, aber vielleicht war es weniger diese Angst als mehr ein Nachgehen von neuen Möglichkeiten im Ausland. Seine Frau blieb in England zurück; Kinder scheint das Paar nicht gehabt zu haben.

### In Süddeutschland
Schon zu Beginn des Jahres 1775 trat Peter Perez Burdett dann in die Dienste des Markgrafen Karl Friedrich von Baden, was wohl beweist, dass sein Fortgang von England kein verzweifelter Schritt ins Leere gewesen war. In Baden hat er dann bis zu seinem Lebensende gewirkt und die unterschiedlichsten Arbeiten — ganz wie in England — ausgeführt. Dazu durchlief er eine Offizierslaufbahn: wurde 1777 zum Hauptmann ernannt und ist zuletzt Major gewesen.
Völlig gelöst von seinem früheren Lebenskreis hat er sich in seiner neuen Heimat aber nicht. Er pflegte auch von dort weiter seine Kontakte und korrespondierte wie früher weltweit mit verschiedenen Persönlichkeiten wie zum Beispiel mit Benjamin Franklin (1706–1790), dem er in einem Brief die Verwendung von Friedrich Wilhelm von Steuben (1730–1794) empfahl, was von dem amerikanischen Politiker bekanntlich befolgt worden ist. Schon im Herbst 1775 wurde Peter Perez Burdett von Joseph Wright of Derby, auf einer Rückreise von Italien wohl, besucht und im Laufe der Zeit werden das sicherlich auch noch andere getan haben.
Die erste Aufgabe von Peter Perez Burdett in Baden war die künstliche Regulierung der Murg, um die alljährlichen Überschwemmungen zwischen Kuppenheim und der Mündung des Rheins zu verhindern, ein recht umfangreiches Projekt, das er von Rastatt aus geleitet hat. (Von 1780 an lebte er dann ständig in Karlsruhe.)

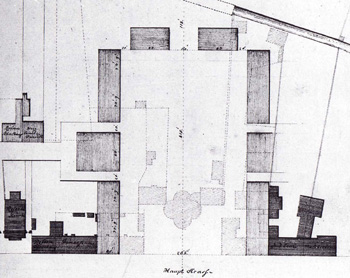
Plan von 1787 für den zukünftigen Marktplatz in Karlsruhe. Auch mit solchen Aufgaben hat Peter Perez Burdett sich befasst; allerdings ist der Platz später (1797) nach einem Entwurf von Friedrich Weinbrenner gestaltet worden

Danach folgten sich über Jahre hinziehende kartographische Arbeiten. Markgraf Karl Friedrich hatte 1771 die Markgrafschaft Baden-Baden geerbt und einen Stab von Militärkartographen mit der topographischen Neuaufnahme dieses hinzugekommenen Landesteils beauftragt. Zusammen mit Burdett haben die Offiziere Vierordt, Schmauß und Schwenck umfangreiche kartographische Aufnahmen ausgeführt, die heute noch zu einem wesentlichen Teil in Originalen und zeitgenössischen Kopien erhalten sind. Dazu haben sie ihre jahrzehntelange Erfahrung bei diesen Arbeiten 1788 in einem umfangreichen Gutachten (Die Verbindung der topographischen Aufmessung der Ämter Carlsruhe, Durlach, Stein und Pforzheim … mit einer künftigen Renovationsmessung betreffend) eingebracht, das eine der Entwicklung viele Jahre vorauseilende Stellungnahme war. — Parallel dazu hat Peter Perez Burdett sich unter anderem noch mit der Verbesserung des Handels auf dem Rhein befasst, Hafenanlagen in Karlsruhe geplant, Mühlengebäude in Daxlanden, Schiffe gebaut und dazu Schüler des badischen Ingenieurkorps wissenschaftlich ausgebildet unter denen auch der junge Johann Gottfried Tulla (1770–1828) gewesen ist, den er sehr gefördert haben soll.
Am 11. Juli 1787 hat Peter Perez Burdett zum zweiten Mal geheiratet und ist dann noch Vater einer Tochter geworden.